# Tartessiano

Distribuição das línguas na Península Ibérica ca.

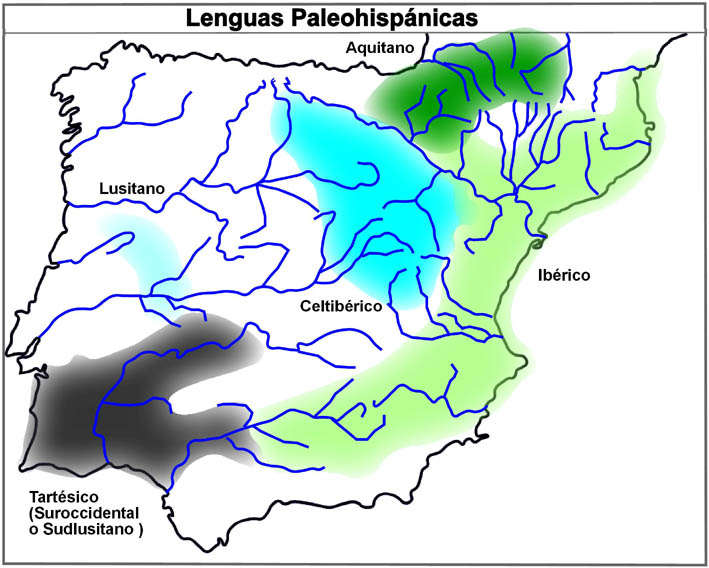
As línguas Paleohispânicas conforme limites entre inscrições ou escritas.

Tartessieno designa um língua morta da Península Ibérica que data de períodos anteriores à conquista pelo Império Romano e se relaciona à cultura de Tartesso. Sua área de abrangência ficava ao sul do rio Tejo em Portugal, e no sul da atual Espanha, na Andaluzia. Também é chamada de língua Sul-Lusitana e sua presença é atestada por inscrições datando do século V a.C. e que eram escritas na Escrita paleohispânica do sudoeste ou Tartessiana, uma das escritas paleohispânicas conhecidas mais antigas. 